# 哥倫比亞鎮區 (北卡羅萊納州蒂勒爾縣)
哥倫比亞鎮區（英語：Columbia Township）是位於美國北卡羅萊納州蒂勒爾縣的一個鎮區。

## 地方資料
哥倫比亞鎮區的面積為180.26平方千米，皆為陸地。根據2020年美國人口普查的數據，當地共有人口2110人，而人口密度為每平方千米11.71人。